# 格朗尚堡
格朗尚堡（法語：Grandchamp-le-Château，法語發音：[ɡʁɑ̃ʃɑ̃ lə ʃato] ⓘ）是法国卡尔瓦多斯省的一个旧市镇，属于利雪区。2017年，格朗尚堡与临近的13个市镇合并为新市镇梅济东瓦莱多日。

## 地理
格朗尚堡（49°4'41"N, 0°4'25"E）面积3.45 平方千米，位于法国诺曼底大区卡爾瓦多斯省，该省份为法国西北部沿海省份，北濒大西洋英吉利海峡，东北与滨海塞纳省以海上边界相接，东临厄尔省，南至奧恩省，西与芒什省接壤。
与格朗尚堡接壤的市镇（或旧市镇、城区）包括：莱索蒂约帕皮永、莱科德、勒梅尼勒莫热、勒梅尼勒西蒙、圣于连勒福孔。

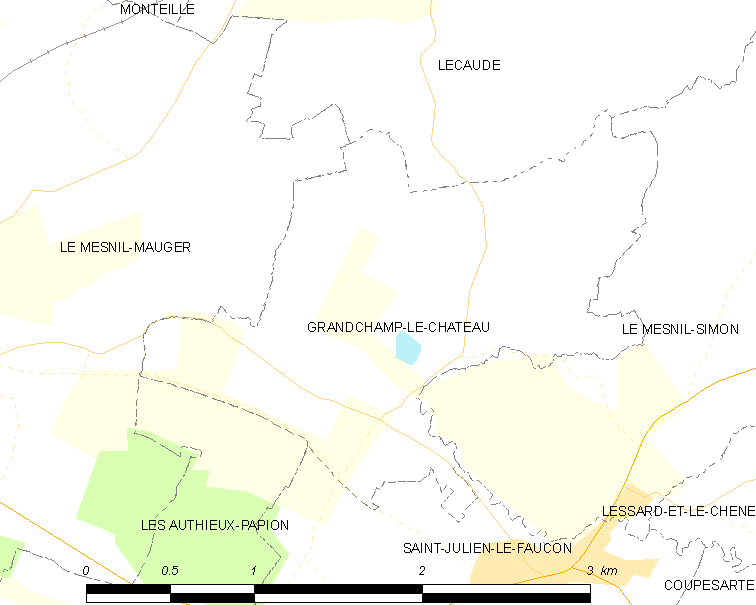
格朗尚堡的OSM定位图

格朗尚堡的时区为UTC+01:00、UTC+02:00（夏令时）。

## 行政
格朗尚堡的邮政编码为14140，INSEE市镇编码为14313。

## 政治
格朗尚堡所属的省级选区为梅济东瓦莱多日县。

## 人口

1962-2008年间格朗尚堡人口变化图示

格朗尚堡于2018年1月1日时的人口数量为83人。